# 氦-4
氦-4，是氦的同位素之一，元素符號為4He。它的原子核由二顆質子和二顆中子所組成，其自旋量子數為0，是玻色子。氦-4是穩定同位素。其相對豐度是99.999863%。

## 衰變產物
氦-4的原子核即為α粒子，是α衰變的產物。許多放射性元素（如鈾和釷）都會α衰變，這也是地球上氦-4的主要來源。許多恆星在進行核融合反應時，也會產生氦-4，生成的會馬上和電子結合，形成完整的原子。

## 超流體
氦-4在低於 2.17 K (−270.98°C) 時會變成超流體。
理论上，在0.2 K和50个大气压下，固体氦-4可能是一种超玻璃（表现超流动性的非晶体）。